# Technicolour (песня Монтень)
Technicolour — песня австралийской певицы Монтень для конкурса песни «Евровидение-2021» в Роттердаме, Нидерланды, после того, как она была отобрана внутренним образом Национальной вещательной службой вещания (SBS).

## Евровидение
После того, как конкурс песни «Евровидение-2020» был отменён из-за пандемии COVID-19, австралийская вещательная компания Special Broadcasting Service объявила, что Монтень будет представлять Австралию в следующем году. Название Technicolour певица сочинила и написала вместе с Дэвидом Хаммером. Последний произвел его и продолжал отвечать за микширование. Мастеринг выполнил Леоном Зервосом.
По собственным словам, певица начала сочинять песню после эмоционального телефонного разговора с матерью:

Сначала я начала писать эту песню после разговора с мамой, который был очень эмоциональным и заставил меня плакать на полу, думая о первой строчке: "I want to be close to my mother". Я взяла гитару и начала импровизировать, пытаясь избавиться от этих чувств."
Оригинальный текст (англ.)I initially started writing the song after a catch-up call with my mum that was really emotional and had me crying on the floor thinking of that first line, ‘I want to be close to my mother.’ I picked up my guitar and started improvising around that, trying to get the feelings out of my system.

После этого певица связалась с Дэвидом Хаммером, и было решено завершить название для Евровидения. Название говорило о стойкости и мужестве просить о помощи, возникающей в уязвимых ситуациях. Надо знать, что ты сильнее в солидарности с другими людьми.
Европейский вещательный союз объявил 17 ноября 2020 года, что порядок запуска, запланированный на 2020 год, будет сохранен. Таким образом, Австралия выходит в первый полуфинал в первой половине 18 мая 2021 года. 30 марта было объявлено, что Австралия получила место 5.
20 апреля австралийское радио объявило, что выступить в Роттердаме не удастся. Это было обосновано продолжающейся пандемией COVID-19, а также осложненными условиями для путешествий. Вместо этого будет использовано предварительно записанное выступление. Страна не смогла пройти в финал. Таким образом, Австралия впервые не прошла в финал.

## Чарты
| Чарт (2019)                     | Высшая позиция |
| ------------------------------- | -------------- |
| Lithuania (AGATA)               | 42             |
| The Netherlands (Single Tip 30) | 29             |